# Let It Die (Feist)
Let It Die è il secondo album discografico in studio della cantautrice canadese Feist, pubblicato nel 2004.

## Il disco
L'album è stato accolto molto positivamente in Canada ed indicato come uno dei migliori prodotto musicali del 2004. Infatti ha ricevuto due nomination ai Juno Award 2005: "miglior album di musica alternativa" e "rivelazione dell'anno". Una traccia del disco, Inside and Out, è stata inoltre in nomination nella categoria "singolo dell'anno" nel 2006.
L'album contiene alcune cover: L'amour ne dure pas toujours di Françoise Hardy, When I Was a Young Girl (Texas Gladden), Secret Heart (Ron Sexsmith), Inside and Out (Bee Gees) e Now at Last (Bob Haymes)
Vi hanno inoltre collaborato Gonzales (coautore di Gatekeeper e Leisure Suite, nonché musicista), Julien Chirol (trombone), Frédéric Coudere (sax) e Tony Scherr (musica di Lonely Lonely).
La canzone Mushaboom è stata utilizzata in uno spot per Lacoste.
Per quanto riguarda le vendite, l'album è stato certificato disco di platino in Canada (oltre 100 000 copie) ed è entrato in classifica in diversi Paesi europei (Austria, Belgio, Francia e Germania).

## Tracce
1. Gatekeeper – 2:16
2. Mushaboom – 3:44
3. Let It Die – 2:55
4. One Evening – 3:36
5. Leisure Suite – 4:07
6. L'amour ne dure pas toujours – 3:16
7. Lonely Lonely – 4:10
8. When I Was a Young Girl – 3:08
9. Secret Heart – 3:49
10. Inside and Out – 4:17
11. Now at Last – 3:16